# Western Australia International 2005
Die Western Australia International 2005 im Badminton fanden vom 29. bis zum 31. Juli 2005 im Olympic Kingsway in Perth statt.

## Sieger und Platzierte
| Disziplin    | Gold                                  | Silber                               | Bronze                            |
| ------------ | ------------------------------------- | ------------------------------------ | --------------------------------- |
| Herreneinzel | Geoffrey Bellingham                   | John Gordon                          | Andrew Smith                      |
| Herreneinzel | Geoffrey Bellingham                   | John Gordon                          | Conrad Hückstädt                  |
| Dameneinzel  | Sutheaswari Mudukasan                 | Miyo Akao                            | Rachel Hindley                    |
| Dameneinzel  | Sutheaswari Mudukasan                 | Miyo Akao                            | Rebecca Bellingham                |
| Herrendoppel | John Gordon Daniel Shirley            | Geoffrey Bellingham Craig Cooper     | Ashley Brehaut Denis Constantin   |
| Herrendoppel | John Gordon Daniel Shirley            | Geoffrey Bellingham Craig Cooper     | Boyd Cooper Travis Denney         |
| Damendoppel  | Kellie Lucas Kate Wilson-Smith        | Nicole Gordon Sara Runesten-Petersen | Chor Hooi Yee Lim Pek Siah        |
| Damendoppel  | Kellie Lucas Kate Wilson-Smith        | Nicole Gordon Sara Runesten-Petersen | Rebecca Bellingham Rachel Hindley |
| Mixed        | Daniel Shirley Sara Runesten-Petersen | Travis Denney Kate Wilson-Smith      | Stuart Brehaut Tania Luiz         |
| Mixed        | Daniel Shirley Sara Runesten-Petersen | Travis Denney Kate Wilson-Smith      | Craig Cooper Nicole Gordon        |